# Meczet Mardżaniego
Meczet Mardżaniego (tatar. Мәрҗани мәчете, inne nazwy: meczet Efendi, meczet Junusowski) – meczet typu tatarskiego, wzniesiony w latach 1768–1771 w Kazaniu w stylu łączącym barok i sztukę tatarską; jeden z najstarszych meczetów miasta.

## Historia

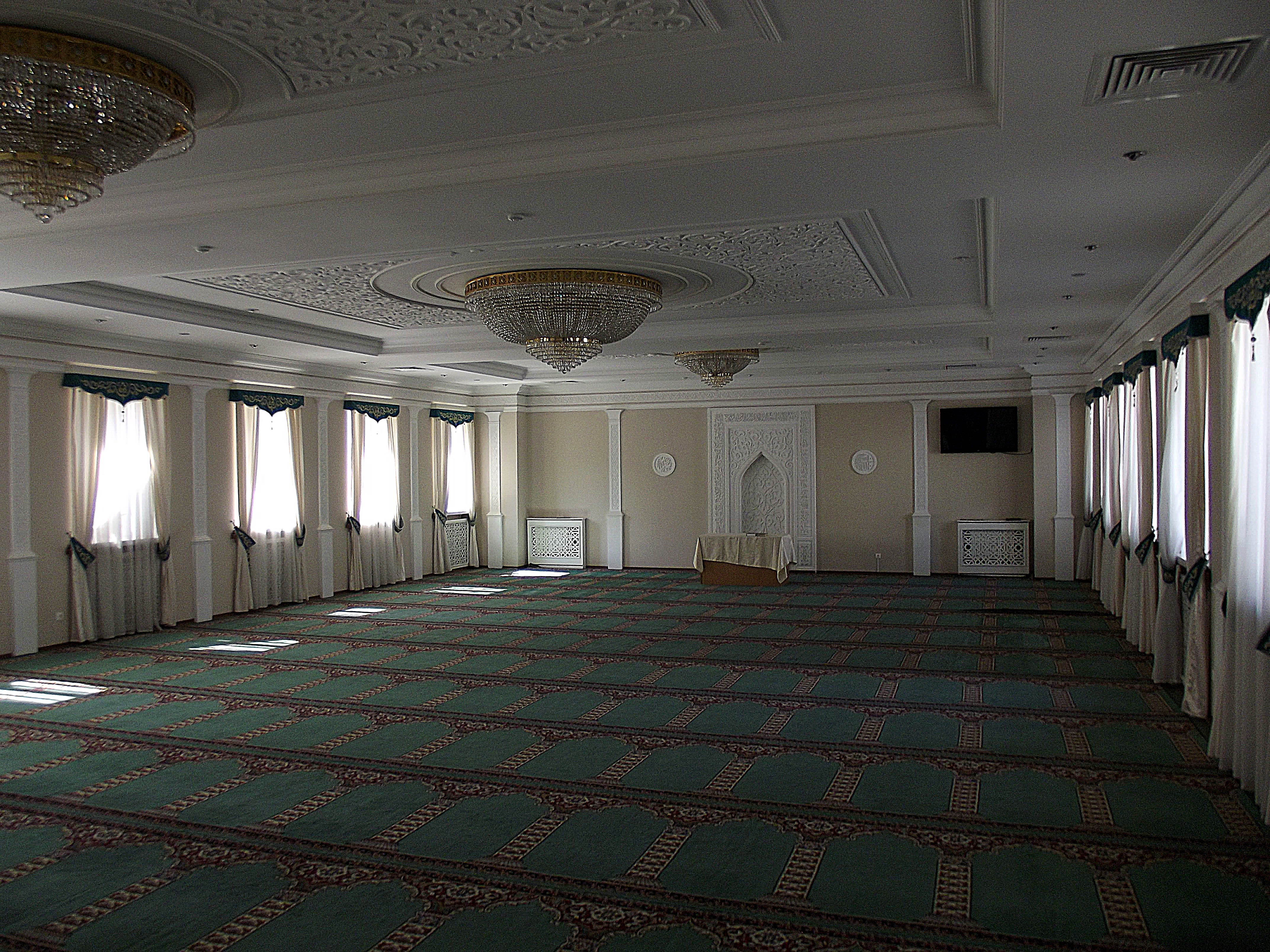
Wnętrze (2012)

Budowa nowego kamiennego meczetu w Kazaniu była możliwa dzięki przychylności carycy Katarzyny II Wielkiej, która po spotkaniu z delegacją tatarską w 1767 roku zezwoliła na budowę świątyni w mieście i nakazała, aby gubernator A.N. Kwasznin-Samarin dopełnił wszelkich formalności i nie przeszkadzał Tatarom w budowie. Na potrzeby budowy 62 osoby zebrały kwotę 5 tys. rubli. Autorem projektu świątyni był prawdopodobnie Wasilij Kaftyriew. Budowę rozpoczęto latem 1768 roku, ukończono ją w 1771 roku. Podczas budowy świątyni władze miasta były zaniepokojone wysokością minaretu i wystosowały w tej kwestii list do carycy, która odpowiedziała: Wyznaczyłam im miejsce na ziemi i będą on swobodnie wznosić się w niebo według własnego uznania, ponieważ niebo nie podlega mojej władzy. W 1861 roku meczet został rozbudowany, drewniane ogrodzenie meczetu zastąpiono murowanym. W 1863 roku rozbudowano mirhab.
Od początku istnienia meczet Mardżaniego pełni rolę głównej świątyni muzułmańskiej w mieście, jest również centrum kazańskiego muhtasibatu. Imamami meczetu byli słynni tatarscy teologowie, m.in. Rawił Gajnietdin, Gusman Ischakow, Szigabutdin Mardżani (od niego pochodzi obecna nazwa świątyni), Tałgat Tadżuddin.
W latach 2004–2007 dokonano kompleksowej rewitalizacji obiektu, dobudowano salę modlitw dla kobiet (wcześniej kobiety modliły się w podziemiach meczetu).

## Architektura
Budynek dwukondygnacyjny, położony na nieregularnej działce ukośnie w stosunku do otaczających go budynków, nad brzegiem jednego z jezior Kaban. Na drugim piętrze znajdują się sale modlitewne. Sklepienia tychże sal pokrywa bogata sztukateria i złocone roślinne ornamenty, stylistycznie stanowiąc połączenie baroku oraz tatarskiej sztuki użytkowej. Sztukateria na ścianach jest wykonana w kolorach niebieskim, zielonym i złotym. 
W centrum budynku znajduje się okazały minaret o trzech kondygnacjach, wewnątrz którego znajdują się spiralne schody. Meczet okala murowane ogrodzenie.